# Charlie Bowerman
Charles Leo Bowerman, detto Charlie (Alamo, 16 dicembre 1939 – 2 settembre 2023), è stato un cestista statunitense.

## Carriera
Dopo la carriera al Wabash College venne scelto al nono giro del Draft NBA 1961 dai New York Knicks (77ª scelta assoluta), ma non giocò mai nella NBA. Entrò nella Phillips Petroleum Co. e giocò per tre stagioni con i Phillips 66ers.
Con gli Stati Uniti ha disputato i Campionati mondiali del 1963.
Nel 1995 è stato introdotto nella Indiana Basketball Hall of Fame.